# Johann Puch Museum Graz
Das Johann-Puch-Museum Graz ist ein Museum in der Stadt Graz in der Steiermark und befindet sich auf dem Terrain des ersten Werkes von Johann Puch. Es ist kein Werksmuseum, sondern entstand aus Privatinitiative. Seit 2012 ist es in der letzten authentischen Halle der Puchwerke, der Halle P, untergebracht, die als Fabrikshalle Johann Puch unter Denkmalschutz (Listeneintrag) steht.

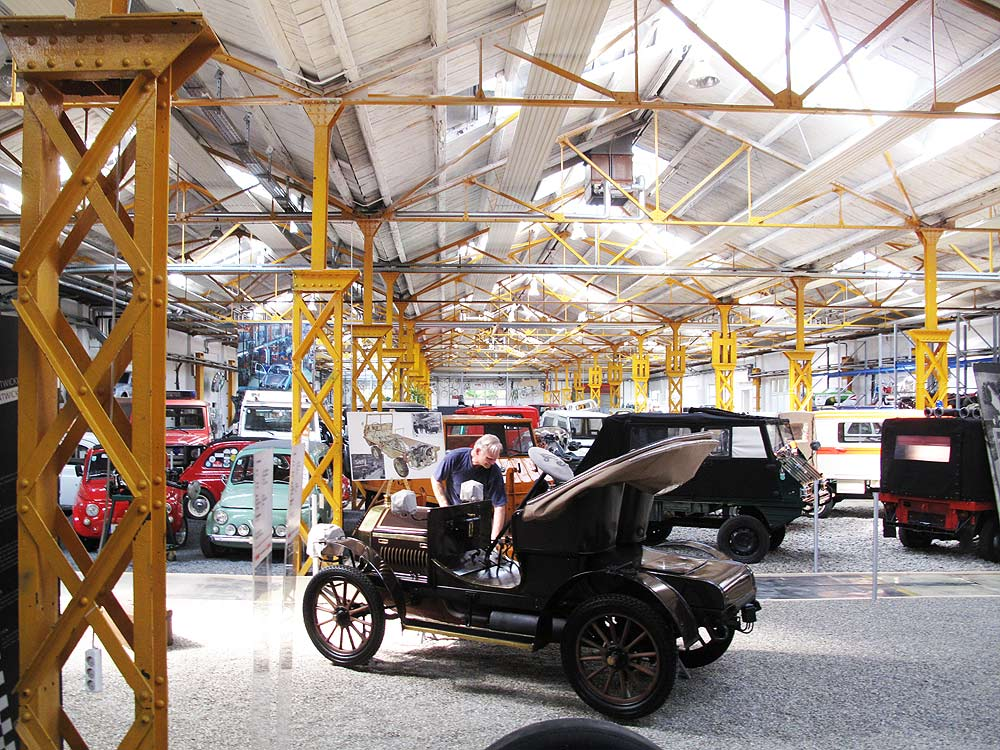
Die Halle P

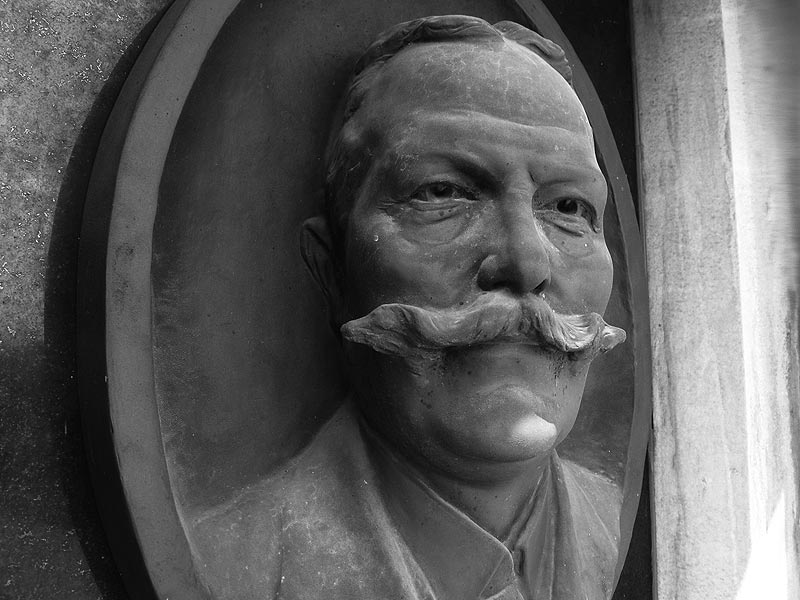
Johann-Puch-Grabmal

## Entstehungsgeschichte
Ein Forumsbeitrag aus dem Jahr 2012 berichtet: „Es war ein langer Weg dahin. Bereits in den 1970er Jahren wollten verschiedene Initiativen und Aktivisten diese Vision in die Realität umsetzen. Im Kulturhauptstadtjahr 2003 (wurde) das Museum als eigenes Projekt definiert, das eine originäre und in hohem Maße authentische Sammlung und Dokumentation präsentieren sollte. Als Örtlichkeit kam natürlich nur ein Platz in Frage: die im Jahr 1912 – exakt vor 100 Jahren errichtete – Halle ‚P‘ des ehemaligen ‚Einser Werkes‘ in der Puchstraße, die mittlerweile unter Denkmalschutz steht.“
Fans, Sammler und ehemalige Mitarbeiter der Steyr-Daimler-Puch AG brachten Exponate ein. Ebenso die MAGNA STEYR Fahrzeugtechnik AG & Co KG, von der 2001 die Reste der SDPAG übernommen wurden. Magna ist heute, neben der Stadt Graz, der wichtigste Sponsor des Museums.
Es wird eine dynamische Sammlung gezeigt, die in ihren einzelnen Bereichen immer wieder Exponate wechselt: „Unser Haus schafft mit seinen Exponaten einen Überblick der großen Abschnitte heimischer Mobilitätsgeschichte, die vor rund 150 Jahren mit den frühen Fahrrädern radikal in Gang kam.“
Träger ist ein Verein. Obmann und Museumsleiter ist Karlheinz Rathkolb.

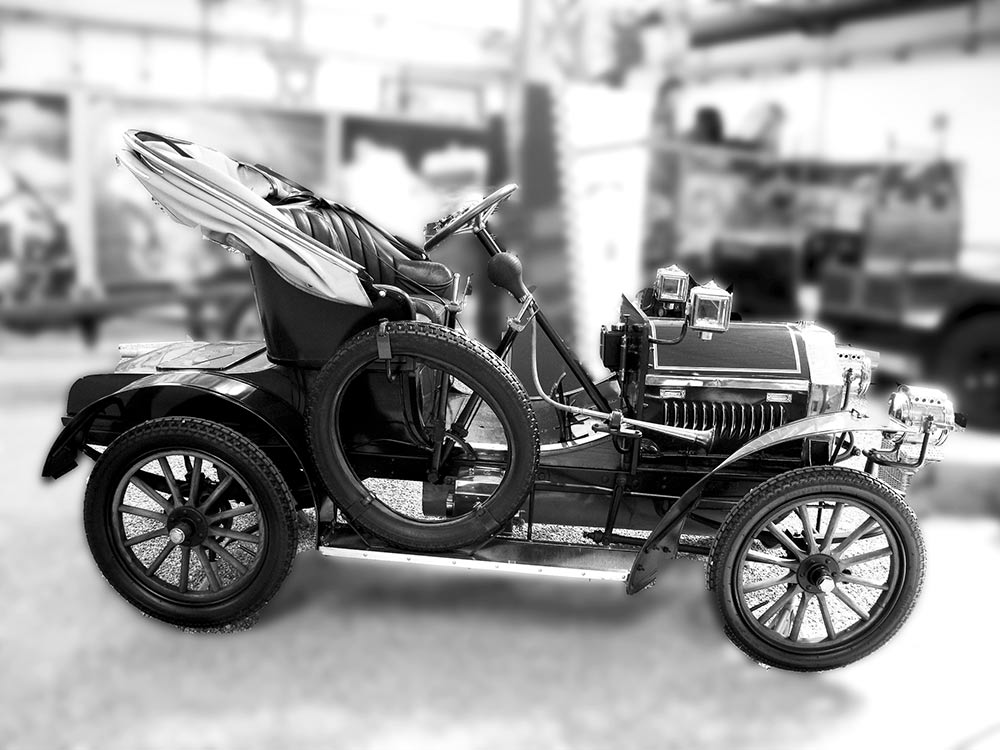
Puch Voiturette von 1906
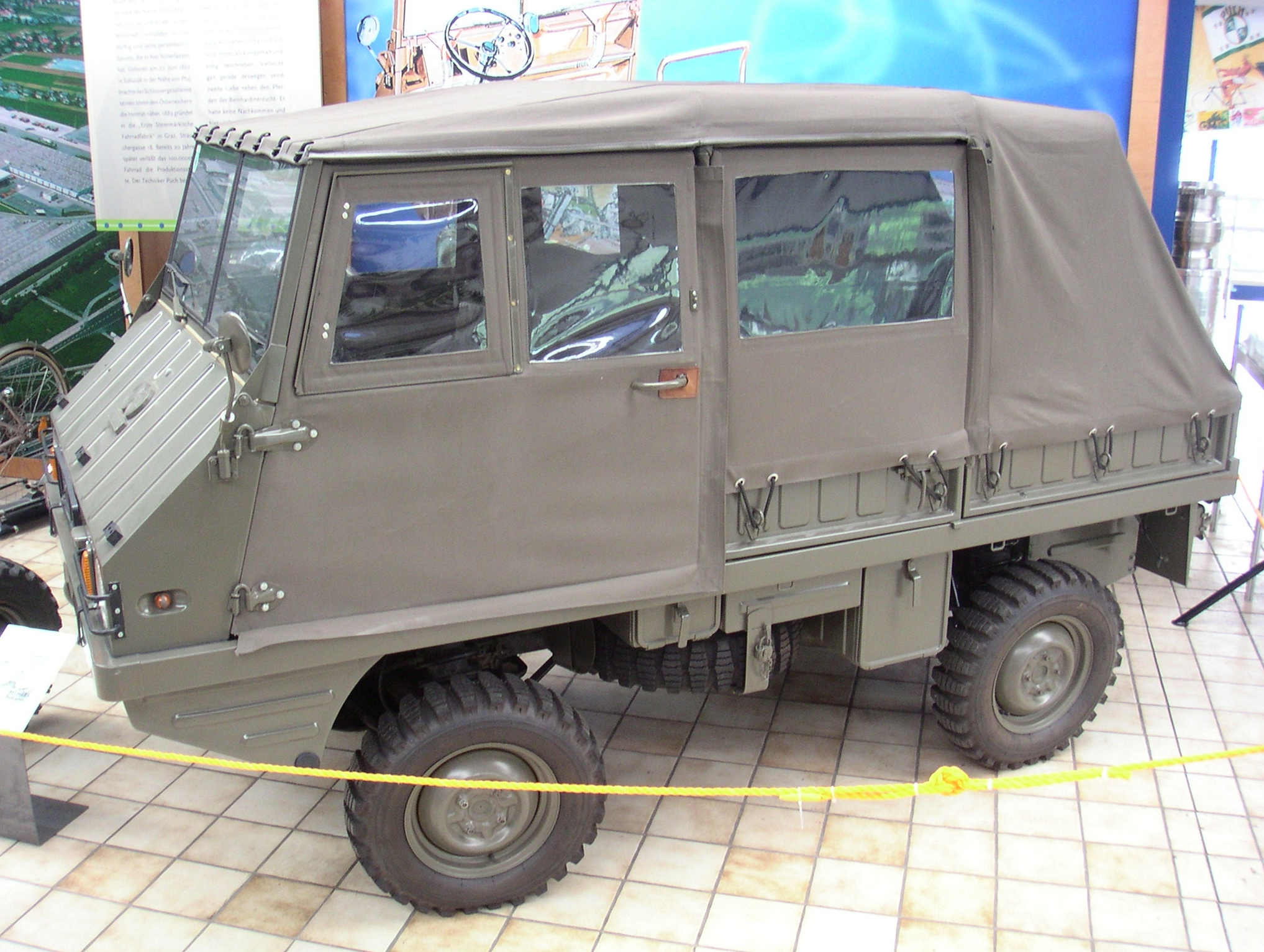
Steyr-Puch Haflinger
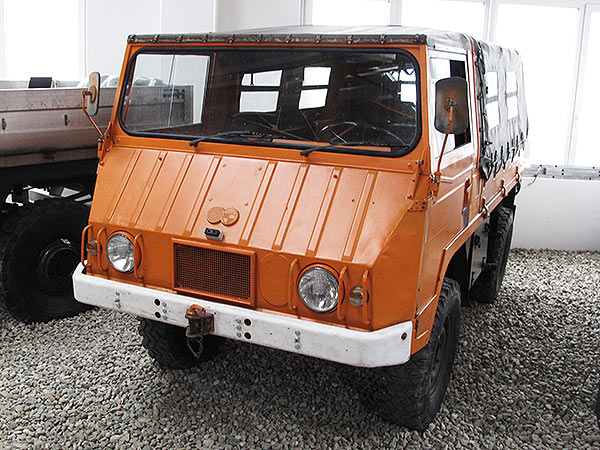
Steyr-Puch Pinzgauer (Prototyp)
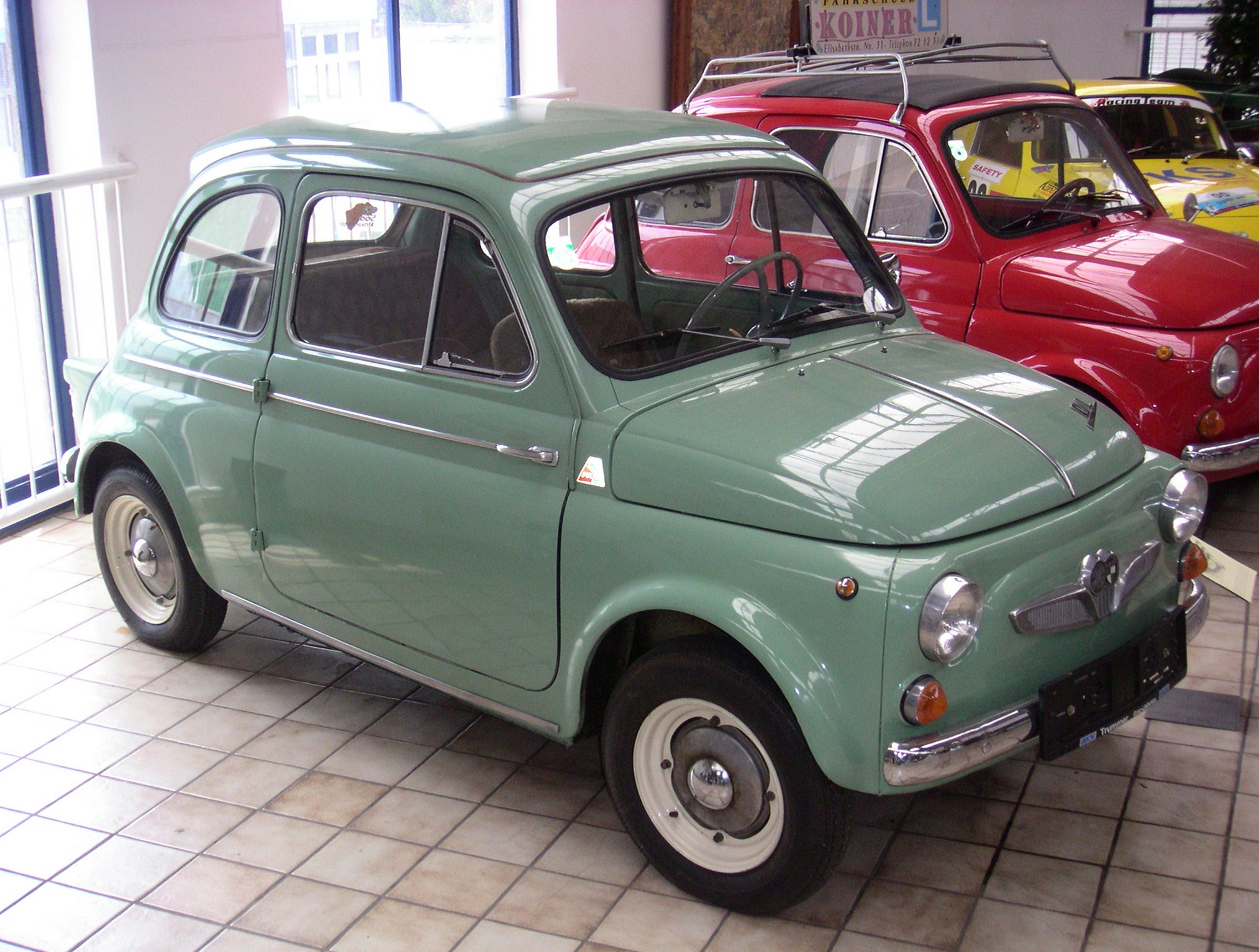
Steyr-Puch 500 DL
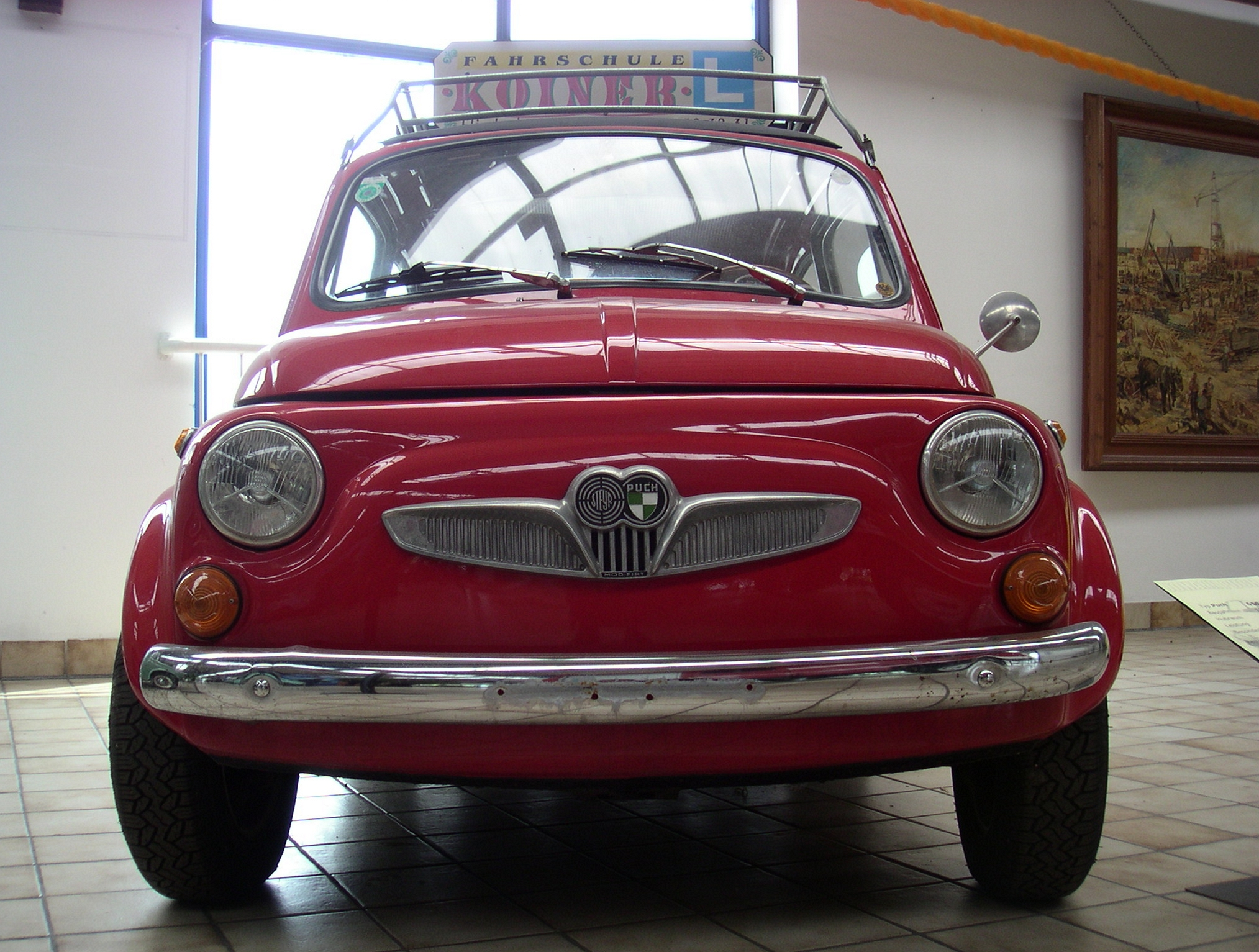
Steyr-Puch 650 TR
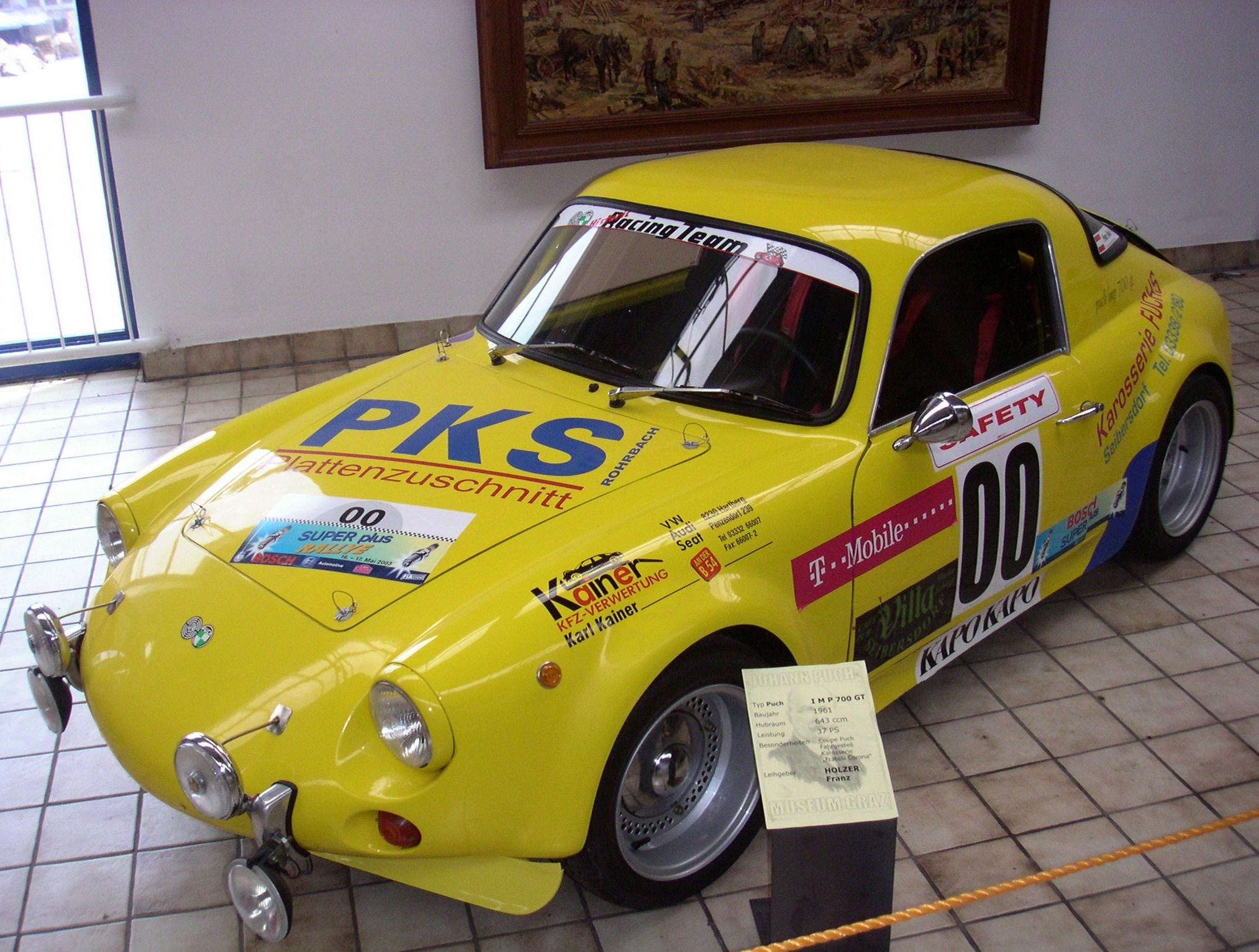
Intermeccanica Puch IMP 700 GT Coupé 1961

### 2003 bis 2007
Im Jahr 2002 gingen Enthusiasten daran, im Zusammenspiel der Grazer Stadtbezirke Liebenau und Puntigam eine Bezirksausstellung zu realisieren, die zu einem Puch-Museum führen sollte. Als Ort dafür konnte der ehemalige Verkaufs-Pavillon von Lancia-FIAT gesichert werden, einst im Besitz der historischen Steyr-Daimler-Puch AG. und in der Peripherie des „Einser-Werkes“ von Johann Puch: „Die Ausstellung über Johann Puch, im Rahmen der Kulturhauptstadt 2003-Leiste ‚17 Kulturbezirke’ von Liebenau und Puntigam am Areal des ehemaligen „Einser-Werks“ in der Puchstraße eingerichtet, ist in die Verlängerung gegangen.“
Am 22. April 2003 konnte im genannten Pavillon eröffnet werden. Zum Ende des Veranstaltungsjahres 2003 wurde die Anmietung der Halle C des Werkes möglich. So konnte der Bestand an eigenen Exponaten und Leihgaben auf einer größeren Fläche präsentiert werden, blieb aber nach wie vor in unsicheren Verhältnissen. Erst im Jahr 2007 konnte der Status gesichert werden.
Am 20. Januar 2006 stellte Gemeinderätin Gertrude Schloffer fest: „Seit meiner letzten Anfrage im März des Vorjahres ist es um das Puchmuseum recht still geworden, was die Verhandlungen um den Weiterbestand dieser wichtigen Einrichtung betrifft.“ Sie fragte formell: „Mit wem wird zur Zeit in dieser Angelegenheit verhandelt bzw. mit wem werden Gespräche geführt und wie ist zur Zeit der Stand der Verhandlungen mit dem Ziel, dass das Puchmuseum in Graz bleiben kann?“
Aus einem dringlichen Antrag im Grazer Gemeinderat („Betr.: Innovationszentrum Graz – Puchmuseum“) ist zu erfahren: „Als eine Lösungsvariante für einen definitiven Standort des Puchmuseums würde sich sowohl die Halle ‚C’, wo das Museum derzeit untergebracht ist, als auch die mit Bescheid des Bundesdenkmalamtes vom 27. August 2003 unter Denkmalschutz gestellte Halle ‚P’ am ehemaligen ‚Einserwerk’ in der Puchstraße anbieten.“
Aus diesem Protokoll ist für den bisherigen Verlauf ersichtlich: „Schon bisher wurde das Puchmuseum durch Förderungen seitens LH Waltraud Klasnic, LHStv. Hermann Schützenhöfer, LHStv. Dr. Kurt Flecker, Bürgermeister Mag. Siegfried Nagl, StR Detlev Eisel-Eiselsberg, StR Werner Miedl unterstützt und damit im Bestand bzw. Betrieb gesichert.“ An einer Stelle heißt es ferner: „Die endgültige örtliche Unterbringung ist derzeit aber offen, ebenso die zukünftige finanzielle Absicherung.“
In diesen Jahren war das private Engagement von Fans, Enthusiasten, „Puchianern“ wesentlich, um den kontinuierlichen Bestand des Museums zu sichern.

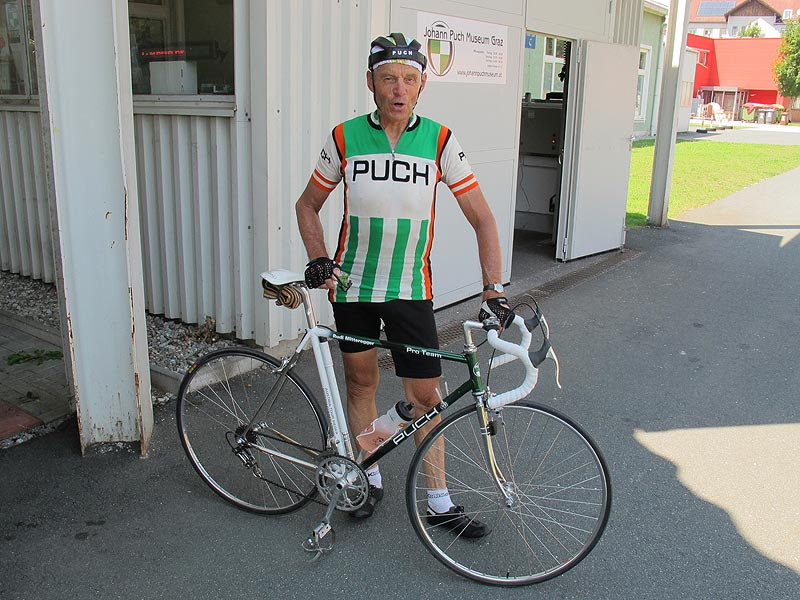
Glocknerkönig Rudi Mitteregger vor dem Museum Graz
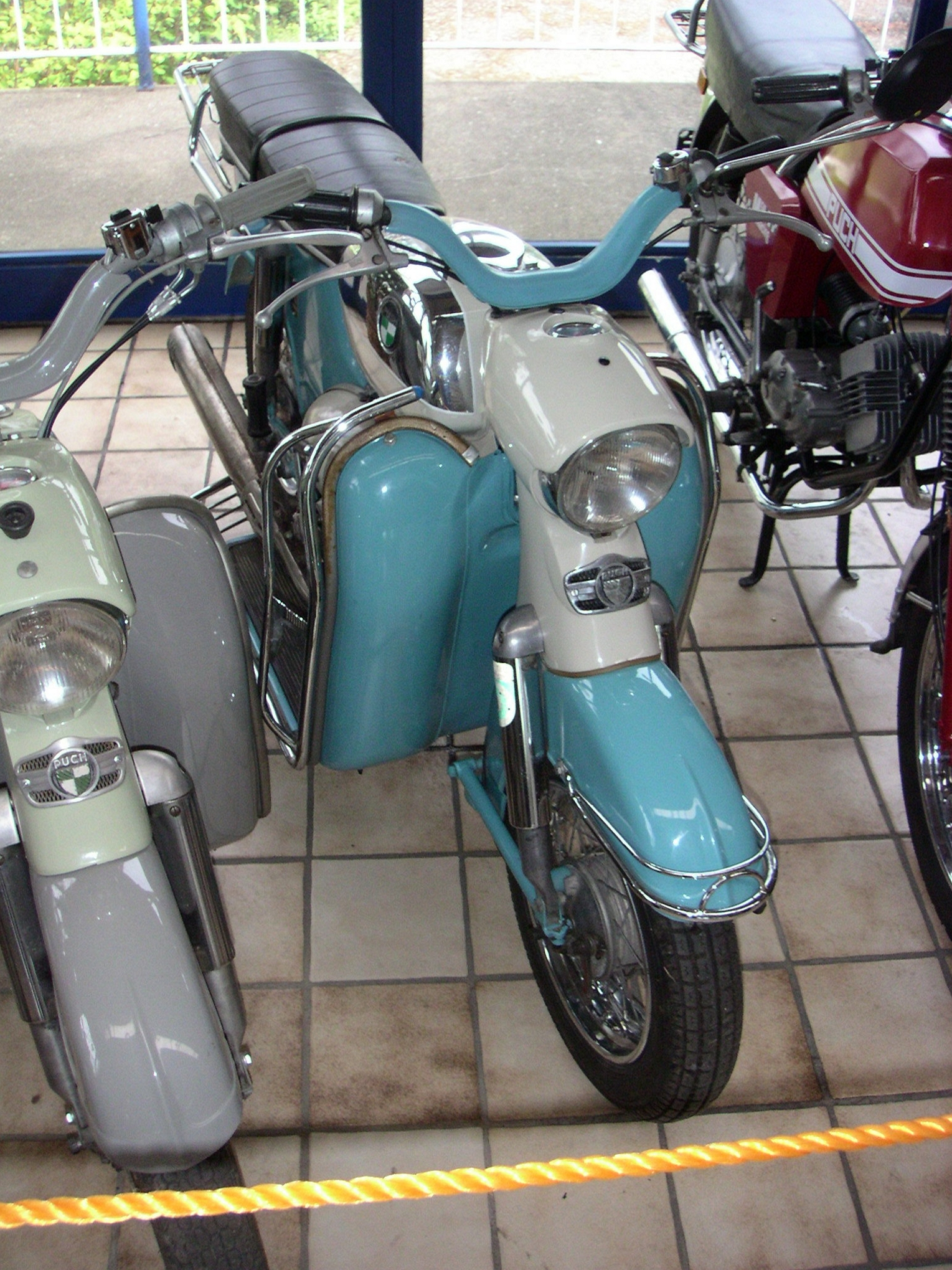
Puch DS 50
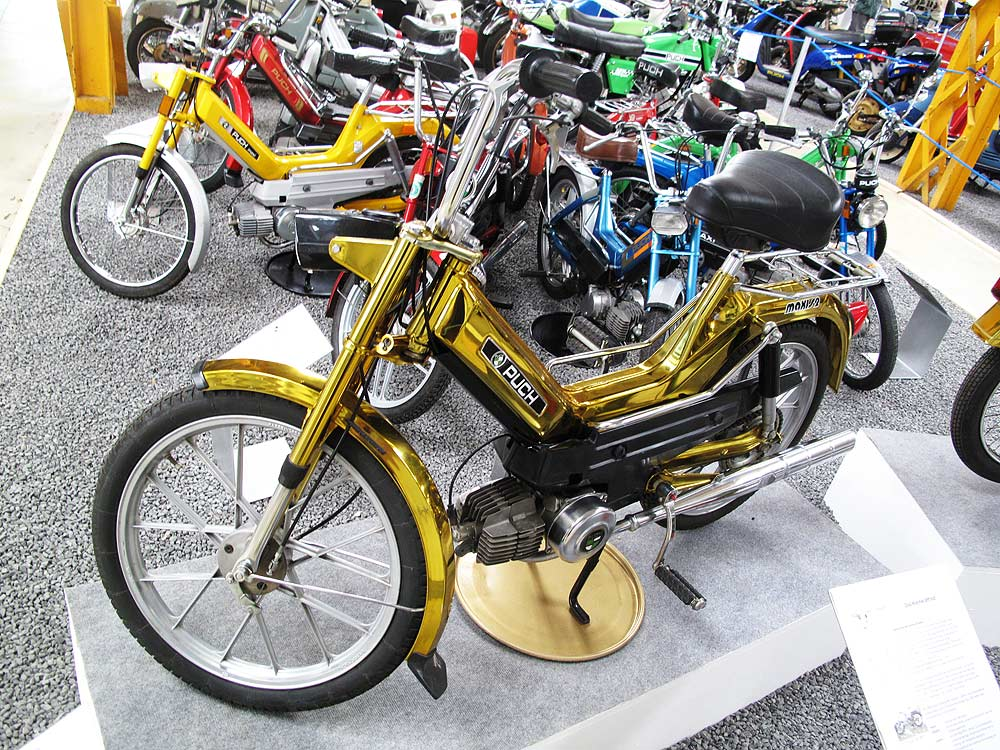
Vergoldetes Puch Maxi S2 (anlässlich drei Millionen Puch-Mopeds)
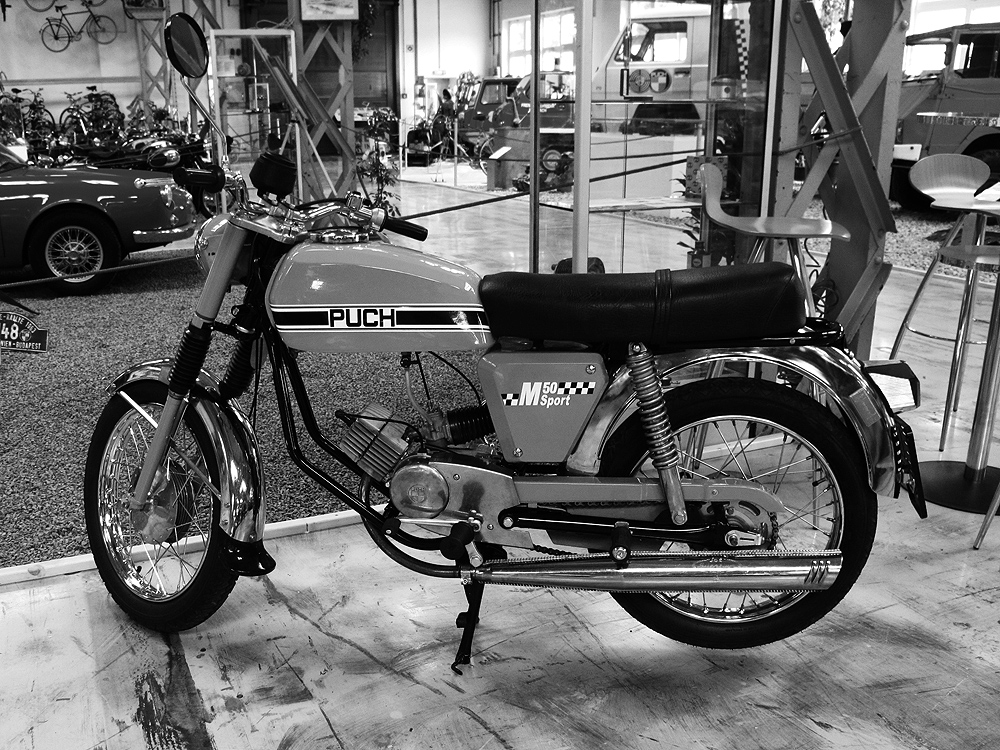
Mopedklassiker Puch M 50 sport
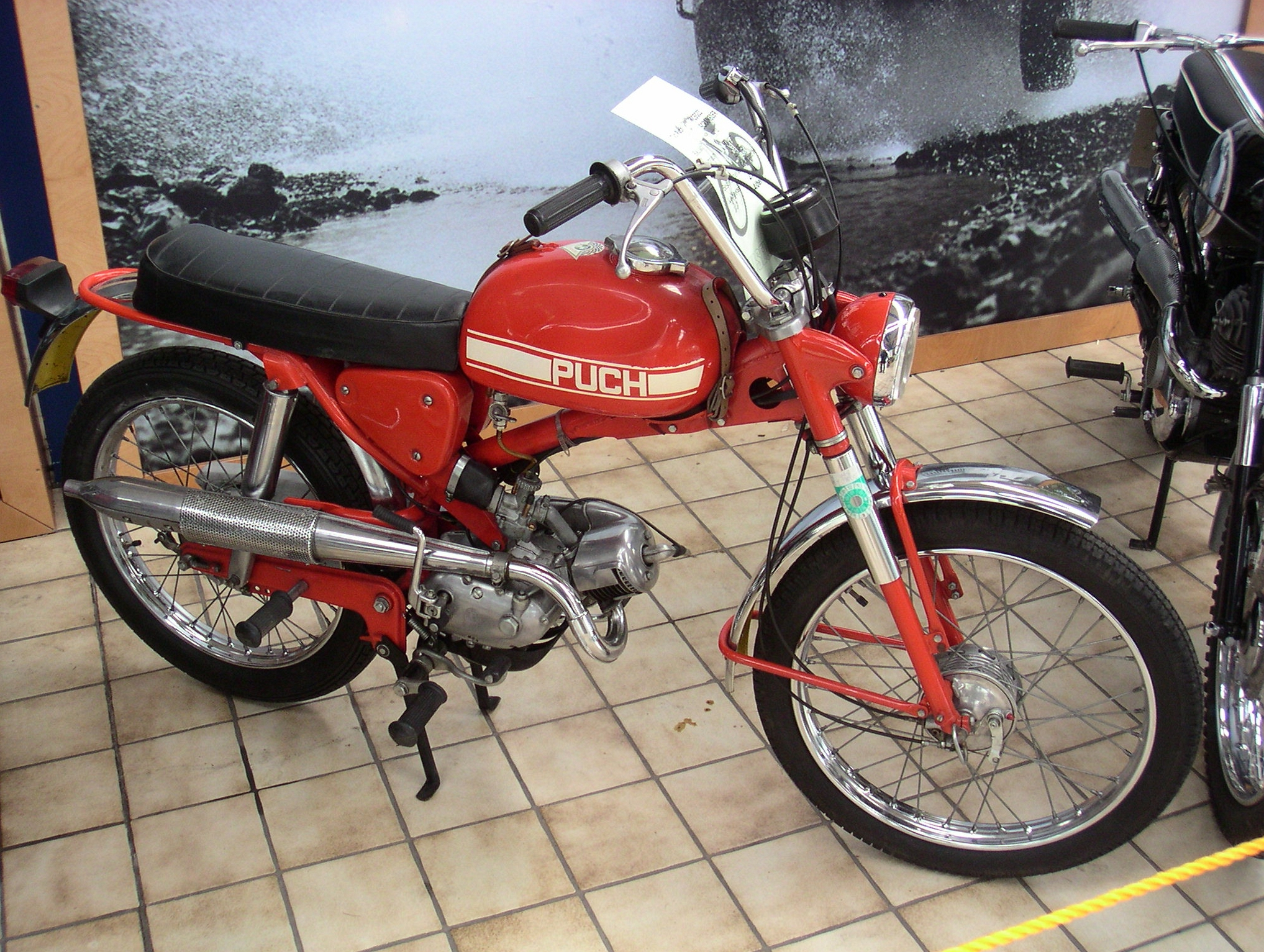
Puch MC 50 Original
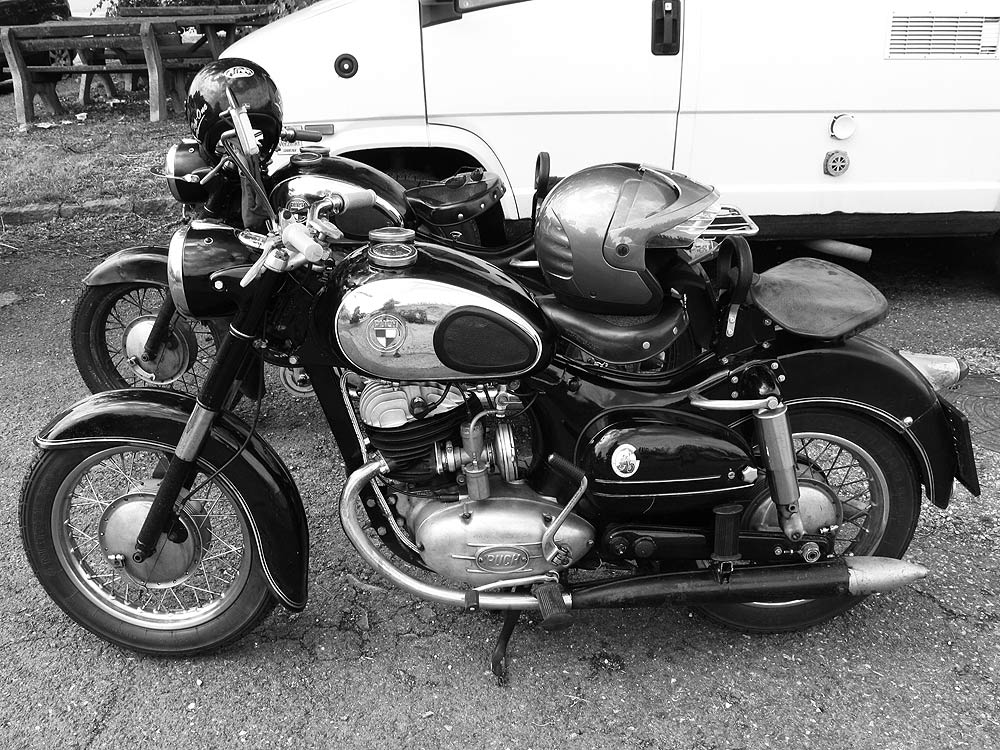
Puch 250 SG

### 2008 bis 2011
Der Wechsel vom erwähnten Pavillon in die Halle C war ein großer Schritt auf historisches Terrain. Hans Jörg Borstnar hatte für seine Diplomarbeit von 1985 die Lage erhoben. Danach ist der 2012 aktuelle Museums-Standort als Halle P ausgewiesen und liegt in Sichtweite der Halle C, in dem das Museum bis 2011 eingerichtet war. Dazwischen bestand einst die Halle A („Alte Repa“, das vormalige „Reparaturwerk“), von der nichts geblieben ist.
Das ist in Summe der Komplex westlich des Mühlgangs, einem Flüsschen, von dem das Gelände heute noch durchzogen wird. Dieser Kanal auf der rechten Seite des Flusses Mur wird heute noch abschnittweise als Kraftquelle und Kühlsystem genutzt: „Es gibt insgesamt zwölf Wasserkraftwerke, die am (rechten) Mühlgang betrieben werden.“ (Der linke Kanal wurde um 1977 zugeschüttet.)

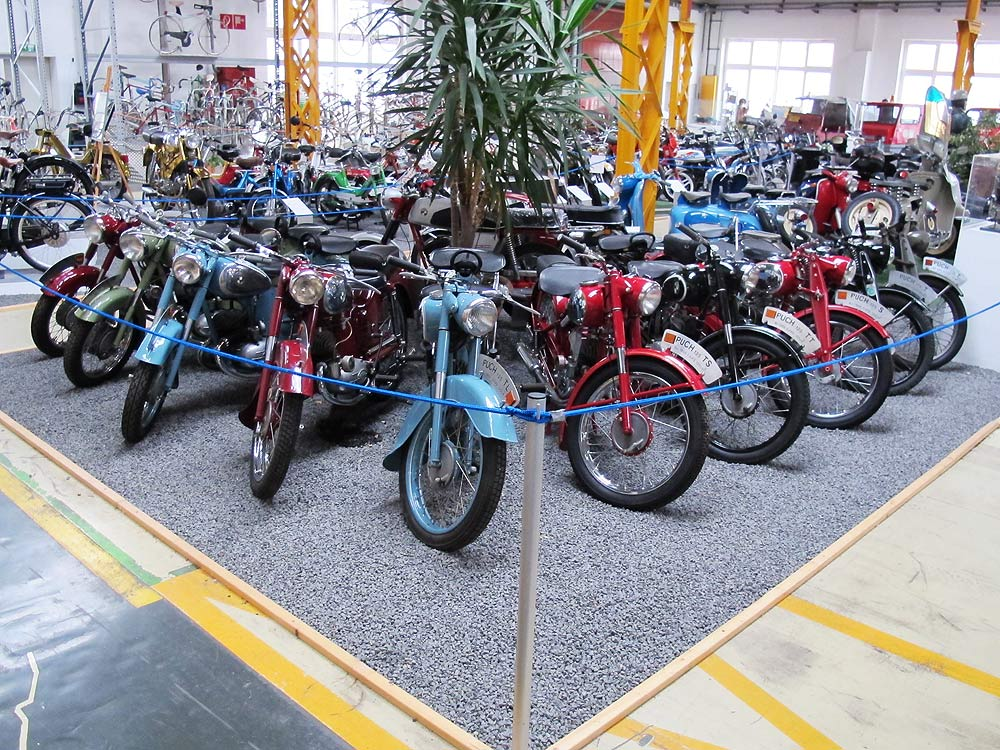
Kollektion der diversen Puch 125
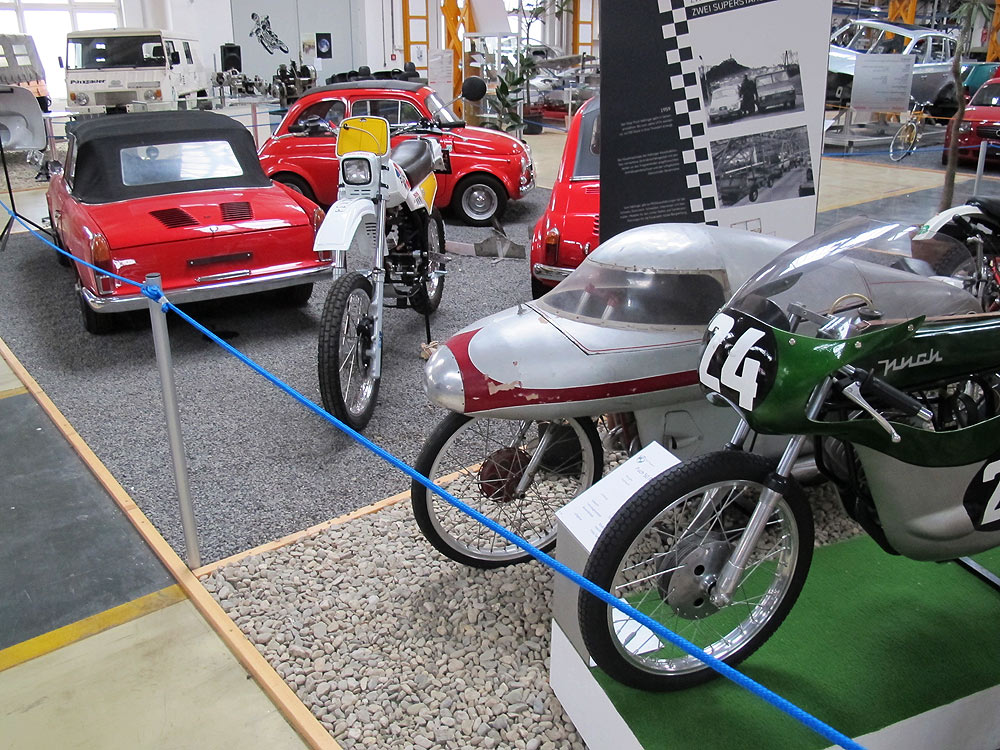
Raritäten der Steyr-Daimler-Puch AG

### Ab 2012
Im „Bericht an den Gemeinderat“ vom 19. Januar 2012 wurde vermerkt: „Das ‚Puchmuseum’ soll quasi an seinen Ausgangspunkt zurückkehren und Quartier auf einer Hallenfläche von 2.900 m² im ‚alten Puchwerk’ nehmen.“ Das bedeutet, in der Halle P war Johann Puch noch persönlich tätig. Dort wurde der Puch Alpenwagen gebaut, dort wurden Steyr-Puch Pinzgauer gebaut, dort hat sich quer durch hundert Jahre Puch-Geschichte ereignet.
Im Bericht heißt es, die IPG (Innovationspark Graz Puchstraße GmbH) vermietet der Stadt Graz Hallenflächen im Ausmaß von 2.900 m² der denkmalgeschützten Halle P, Magna Steyr steigt mit einer Sponsoringvereinbarung auf die Laufzeit des Mietvertrages in das Projekt ein und „in der Folge überlässt die Stadt Graz dem Verein ‚Puchmuseum’ auf die Dauer des Mietverhältnisses den Mietgegenstand zur unentgeltlichen Nutzung.“
Im Jänner 2012 blieben 14 Tage für den Umzug von Halle C in Halle P, im Sommer danach wurde neu eröffnet.